# Слобода (Александровское сельское поселение)
Слобода́— деревня в Смоленской области России, в Монастырщинском районе. Расположена в западной части области в 9 км к юго-западу от Монастырщины, на левом берегу реки Вихра. Население — 200 жителей (2007 год). Административный центр Александровского сельского поселения.

## Экономика
Средняя школа.